# Pozonia dromedaria
Pozonia dromedaria là một loài nhện trong họ Araneidae.
Loài này thuộc chi Pozonia. Pozonia dromedaria được Octavius Pickard-Cambridge miêu tả năm 1893.